# Ministerium des Innern (DDR)
Das Ministerium des Innern (MdI) der Deutschen Demokratischen Republik war ein Ministerium im Ministerrat der DDR. Es wurde 1949 gegründet und mit der Deutschen Wiedervereinigung 1990 aufgelöst.

## Aufgaben
Das Ministerium des Innern zählte zu den Ministerien der bewaffneten Organe und war unter anderem für die Volkspolizei und die Kampfgruppen zuständig. Die Amtsbezeichnung des Ministers des Innern der DDR lautete nach 1963 gleichzeitig „Chef der Deutschen Volkspolizei“. Zu den Aufgaben des MdI zählten auch der Bereich der Feuerwehren, der Strafvollzug, das Pass- und Meldewesen sowie die Zulassung von Kraftfahrzeugen und die Ausgabe von Fahrerlaubnissen. Der Staatssekretär für Kirchenfragen unterstand fachlich und politisch ebenfalls dem Ministerium des Innern.
Für die innere Sicherheit gab es neben dem MdI das Ministerium für Staatssicherheit (kurz MfS oder Stasi), als Inlands- und ziviler Auslandsgeheimdienst (Hauptverwaltung A) und zugleich Ermittlungsbehörde (Untersuchungsorgan) für „politische Straftaten“ (Geheimpolizei). Die Zuständigkeit für die Grenzpolizei lag seit 1961 beim Ministerium für Nationale Verteidigung (MfNV).
Das eigentliche Machtzentrum in der DDR war indes das Politbüro des ZK der SED mit seinen Sekretariaten. Es kontrollierte Partei und Regierung.

## Geschichte
Mit Gründung der DDR am 7. Oktober 1949 erfolgte die Ernennung des ersten Ministers des Innern, Karl Steinhoff. Das Ministerium des Innern (MdI) übernahm entsprechend der Überleitung der Verwaltung die von der Deutschen Verwaltung des Innern in der sowjetischen Besatzungszone (SBZ) wahrgenommenen Funktionen. Es wurde zuständig für zentrale Führungsaufgaben bei der Gewährleistung der öffentlichen Ordnung und Sicherheit, der inneren Sicherheit und der Grenzsicherheit der Republik sowie beim Schutze der Volkswirtschaft der DDR.
Dazu diente die Bildung der Hauptverwaltung Deutsche Volkspolizei, der Hauptverwaltung für Ausbildung sowie der Hauptverwaltung zum Schutze der Volkswirtschaft. Die Ausgliederung der Hauptverwaltung zum Schutze der Volkswirtschaft und deren Umwandlung in das Ministerium für Staatssicherheit erfolgten noch im Jahre 1950. Die Hauptverwaltung Ausbildung wurde unter Willi Stoph 1952 in Kasernierte Volkspolizei umbenannt und fungierte bis zur Gründung der Nationalen Volksarmee (NVA) im Jahre 1956 als oberstes staatliches Führungsorgan der kasernierten bewaffneten Kräfte der DDR.
Die Hauptverwaltung Deutsche Volkspolizei (HVDVP) erhielt die Verantwortung für die Polizeiaufgaben im engeren Sinne. Im Juli 1962 wurde die HVDVP als selbständiges Leitungsorgan aufgelöst und deren Verwaltungen, Hauptabteilungen und Abteilungen den Fachrichtungen des MdI direkt unterstellt.
In den 1950er und 1960er Jahren waren 14 % der Mitarbeiter des MdI ehemalige NSDAP-Mitglieder. Dies ergab eine im Auftrag des Bundesministeriums des Innern im Jahre 2018 vom Institut für Zeitgeschichte (IfZ) und vom Zentrum für Zeithistorische Forschung (ZZF) erstellte Studie, bei der rund 800 Lebensläufe von Funktionären des MdI ausgewertet wurden. Dieser Prozentsatz ist deutlich geringer als im Bundesministerium des Innern zur selben Zeit, allerdings höher als zuvor vermutet und von der DDR seinerzeit eingeräumt.
Im Oktober 1963 wurde Friedrich Dickel als Nachfolger von Karl Maron Minister des Innern und Chef der Deutschen Volkspolizei. Er war bis 1976 auch  Chef der Zivilverteidigung der DDR. Am 17. November 1989 traten die Regierung Stoph und mit ihr Dickel zurück. Bis zur Auflösung des Ministeriums im Zuge der Deutschen Wiedervereinigung 1990 folgten als Minister noch Lothar Ahrendt (SED) in der Regierung Modrow und Peter-Michael Diestel (DSU/CDU) in der Regierung de Maizière.
Die Aufgaben des MdI wurden anschließend durch das Bundesministerium des Innern sowie die Innenministerien der Länder übernommen.
Die Anschrift des Ministeriums des Innern war (1960) Berlin W 8, Mauerstraße 29/32.

## Ehrungen durch das MdI

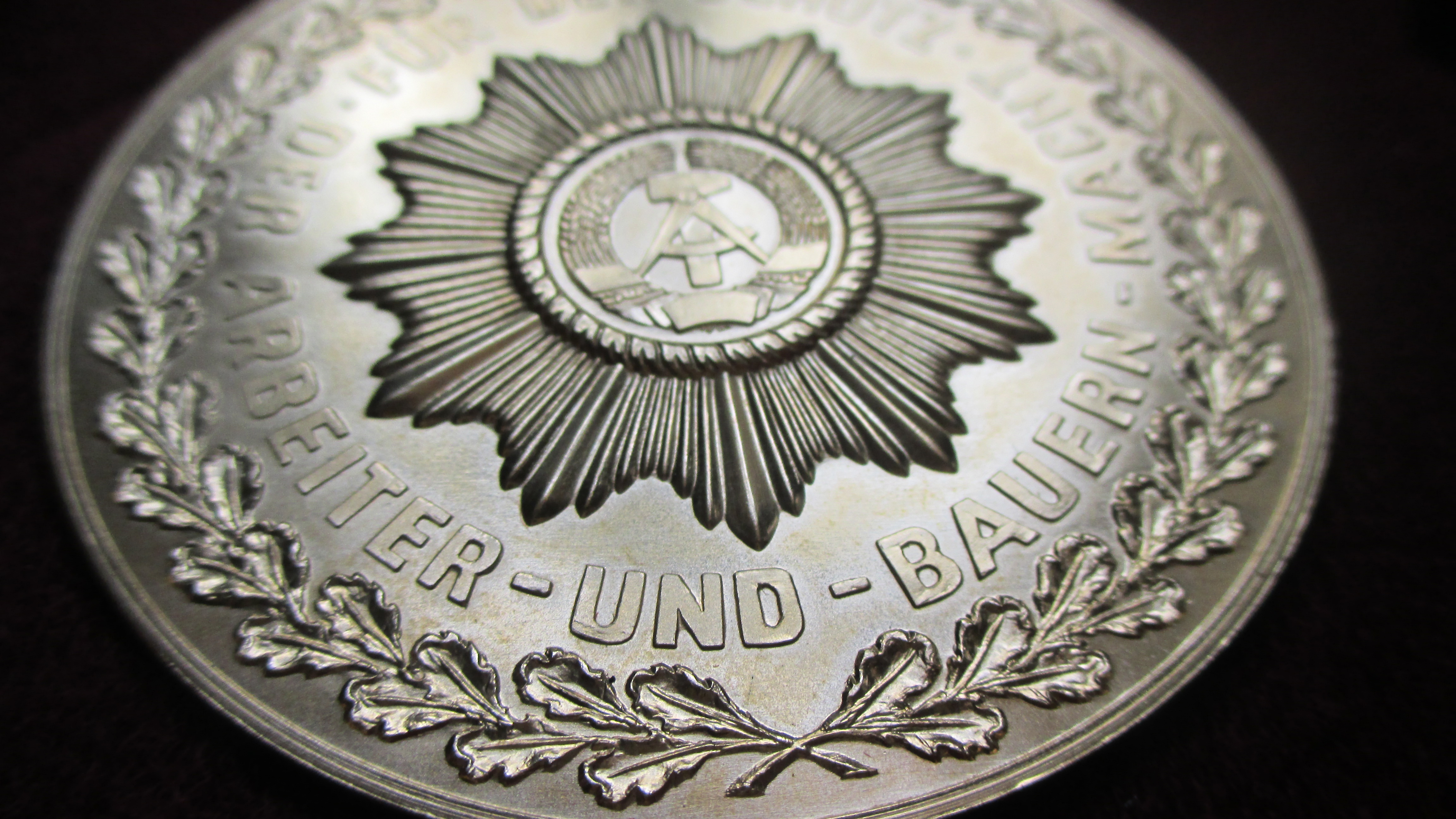
Ehrenmedaille des MdI für 30-jährige Dienstzeit in den Organen – Ministerium des Innern

Langjährige verdiente Mitarbeiter der Organe des MdI wurden  nach 30. Dienstjahren durch Ehrengaben wie Ehrenmedaille und Schmuckuhr aus Glashütte ausgezeichnet. Auf der Rückseite der Ehrenmedaille war folgender Text zu lesen: "Von der Partei geführt – Der Arbeiterklasse treu ergeben – Mit der Sowjetunion für immer verbunden".

## Die Innenminister der DDR
| Minister (Partei)               | Regierungszeit | Kabinett              |
| ------------------------------- | -------------- | --------------------- |
| Karl Steinhoff (SED)            | 1949–1952      |                       |
| Willi Stoph (SED)               | 1952–1955      |                       |
| Karl Maron (SED)                | 1955–1963      |                       |
| Friedrich Dickel (SED)          | 1963–1989      |                       |
| Lothar Ahrendt (SED)            | 1989–1990      | Regierung Modrow      |
| Peter-Michael Diestel (DSU/CDU) | 1990           | Regierung de Maizière |